# China Eastern Airlines

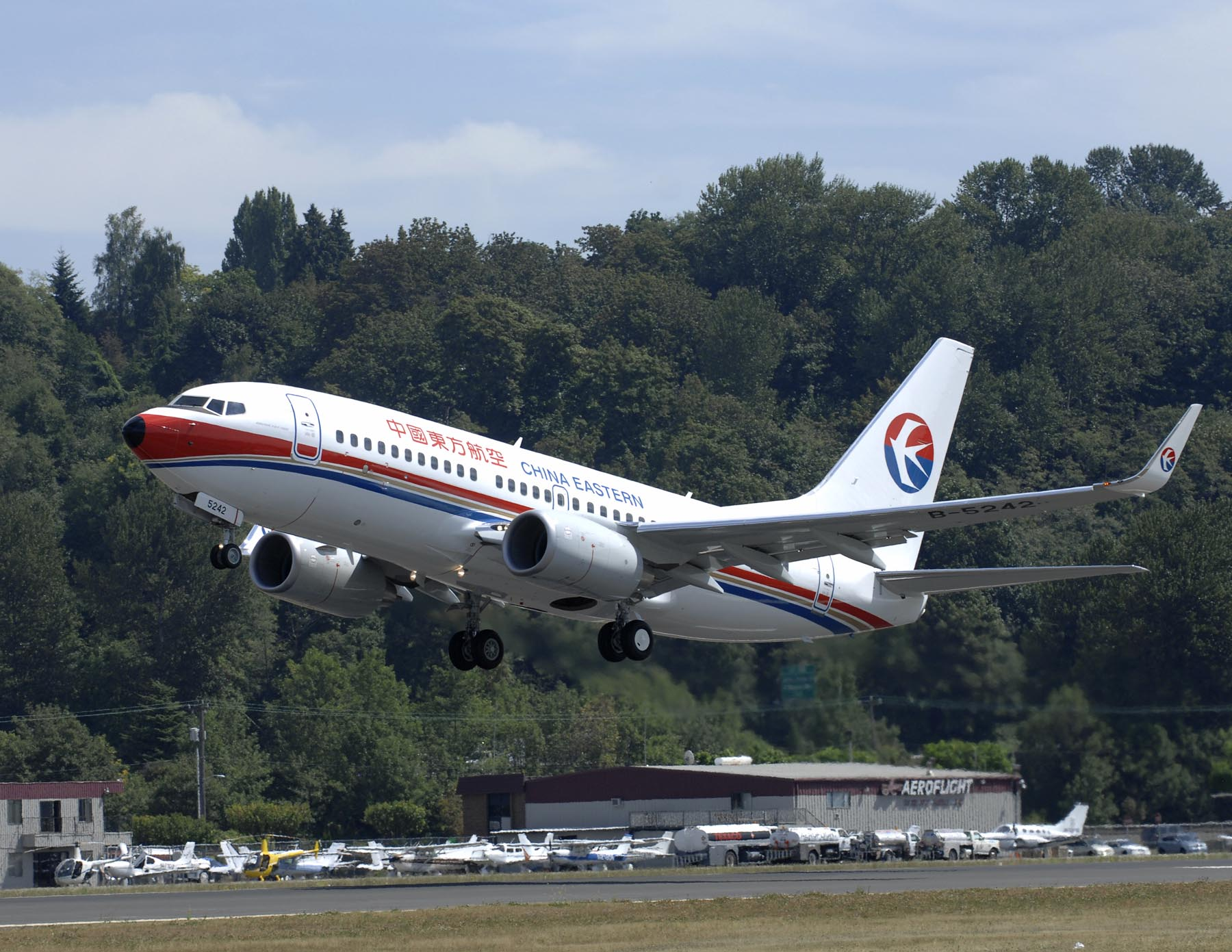
Vzlétající Boeing 737-700 v starých barvách společnosti (2011)

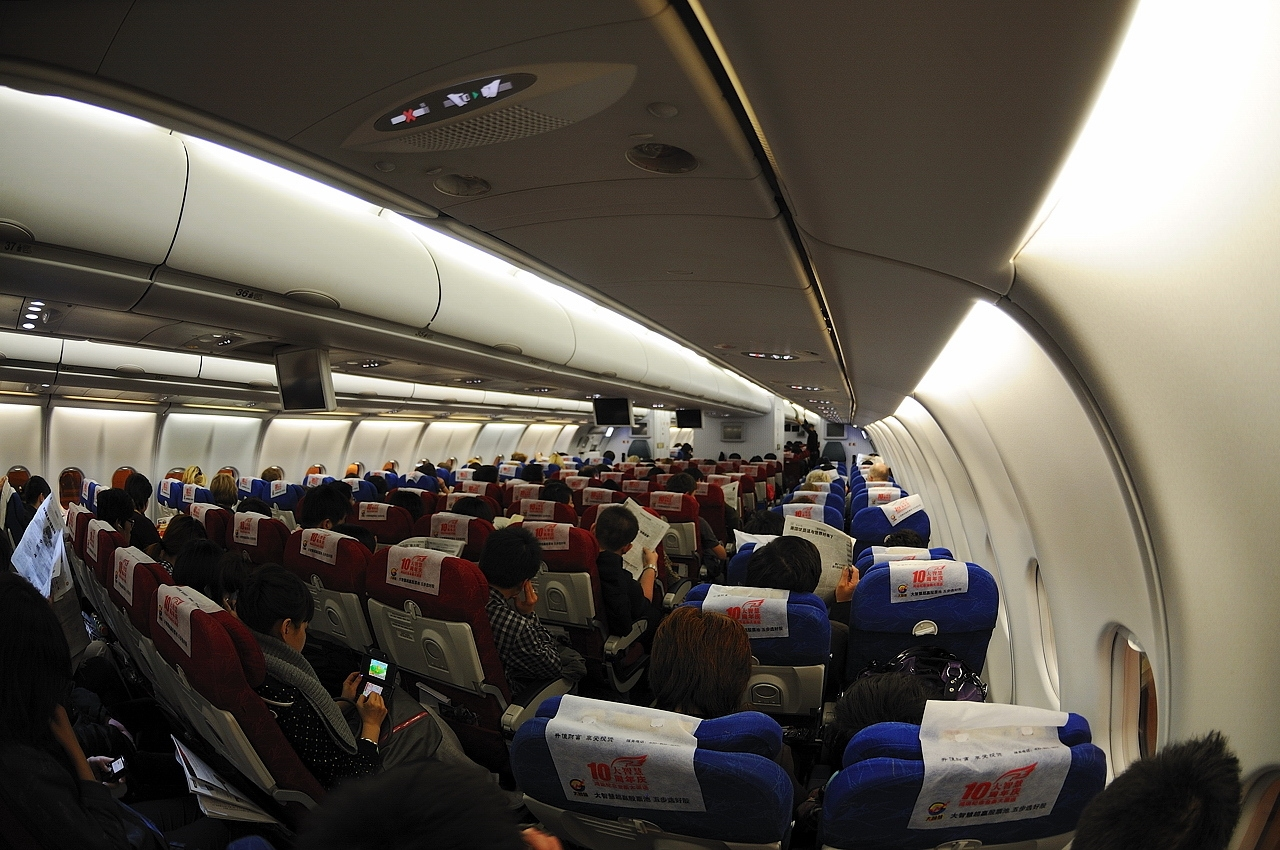
Kabina Airbusu A330-300 China Eastern v roce 2010

China Eastern Airlines Limited (zkráceně China Eastern) je čínská letecká společnost, sídlící na mezinárodním letišti v Šanghaji — letišti Chung-čchiao a letišti Pchu-tung. Je to hlavní čínská aerolinie provozující domácí i mezinárodní lety, podle počtu přepravených pasažérů je to druhá největší aerolinie. Vznikla 25. června 1988. China Eastern a její sesterská společnost Shanghai Airlines se staly členy letecké aliance SkyTeamu v roce 2011. Vlastní také společnosti China Cargo Airlines a China United Airlines.

## Praha
China Eastern zahájily 23. června 2016 zahájily pravidelné spojení mezi Prahou a Šanghají–Pchu-tung, což byla první pravidelná linka této společnosti do střední Evropy. Letoun Airbus A330-200 s kapacitou 262 cestujících létal do Prahy třikrát týdně. Původně měla být linka do Prahy zahájena již 2. dubna, ale aerolinkám chybělo svolení čínských úřadů. Od podzimu 2017 některé spoje linky do Šanghaje měly mezipřistání v čínském Si-anu. Od 6. května 2019 linka létala čtyřikrát týdně.
Na začátku roku 2020 byly lety China Eastern do Prahy přerušeny kvůli epidemii koronaviru SARS-CoV-2 v Číně. V březnu 2020 společnost oznámila, že v Česku ruší své obchodní zastoupení a lety už nebudou obnoveny.

## Flotila
V červenci 2016 měla flota China Eastern celkem 433 letadel a dalších 9 jich bylo objednáno. Průměrné stáří floty činilo 5,4 let.
| Letadlo         | Počet | Objednané |
| --------------- | ----- | --------- |
| Airbus A319-100 | 37    | —         |
| Airbus A320-200 | 163   | 2         |
| Airbus A321-200 | 54    | 4         |
| Airbus A330-200 | 30    | —         |
| Airbus A330-300 | 15    | —         |
| Boeing 737-300  | 5     | —         |
| Boeing 737-700  | 45    | —         |
| Boeing 737-800  | 70    | 2         |
| Boeing 777-300  | 14    | 1         |
| Celkem          | 433   | 9         |